# D’Hondts metod
d’Hondts metod eller heltalsmetoden är en metod för att fördela mandat vid olika former av val. Den är uppkallad efter den belgiska juristen Victor d’Hondt (1841–1901).
I d’Hondts metod används så kallade jämförelsetal. De fås fram genom en enkel formel: partiernas röstetal (antalet personer som har röstat på partiet) divideras med antalet hittills erhållna mandat plus ett. Det innebär att ett parti har sitt röstetal som jämförelsetal innan man har fått sitt första mandat. Det största partiet får alltid det första mandatet. Efter detta divideras röstetalet med två och ett nytt jämförelsetal, som är hälften så stort som det förra, erhålls. Skulle detta fortfarande vara det största jämförelsetalet tilldelas partiet ett mandat till och får ett nytt jämförelsetal på röstetalet genom tre. Processen fortsätter till dess att alla mandat är tillsatta.
Metoden anses gynna stora partier. Detta kan uppfattas som en önskvärd egenskap: till exempel regeringsförhandlingar är ofta lättare mellan ett fåtal stora partier än mellan många små. För att motverka effekten används ofta utjämningsmandat då mandaten per valkrets är få. Där metoden används är det också vanligt med valallianser.

## Historik i Sverige
På den tid heltalsmetoden användes för mandatfördelning vid riksdagsval förekom valteknisk samverkan även i dessa fall, eftersom det var tillåtet på den tiden. Då socialdemokraterna (s, alt. SAP) och kommunisterna (k, alt. SKP) 1928 hade sådan samverkan under beteckningen Arbetarepartiet använde den dåvarande högern i sin valpropaganda argumentet att en röst på Arbetarepartiet var en röst på Moskva. 1928 års val – det så kallade kosackvalet – blev ett katastrofval för socialdemokraterna.
Även de borgerliga partierna hade motsvarande samverkan. Då bondeförbundet – nuvarande centerpartiet – i början av 1950-talet ingick i en koalitionsregering med socialdemokraterna ville man inte längre delta i sådan valteknisk samverkan; bondeförbundet genomdrev då en förändring av valsystemet. Den jämkade uddatalsmetoden togs fram av den centerpartistiske riksdagsmannen Sten Wahlund, som också var professor i statistik.